# Sandy Creek (village, New York)
Pour les articles homonymes, voir Sandy Creek.
Ne doit pas être confondu avec Sandy Creek (ville, New York).
Sandy Creek est un village du comté d'Oswego, dans l'État de New York, aux États-Unis,. En 2010, il comptait une population de 771 habitants.

## Démographie
Lors du recensement de 2010, le village comptait une population de 771 habitants, tandis qu'en 2019, elle est estimée à 721 habitants.